# The Bernard and Mary Berenson Collection
The Bernard and Mary Berenson Collection is een verzameling van ongeveer honderd Italiaanse geschilderde panelen en schilderijen uit de Italiaanse Renaissance van de jaren 1380-1550, bijeengebracht door de Amerikaanse kunstkenner Bernard Berenson (1865-1959). Deze collectie bevindt zich nu in de Villa I Tatti in Florence.

## Toelichting

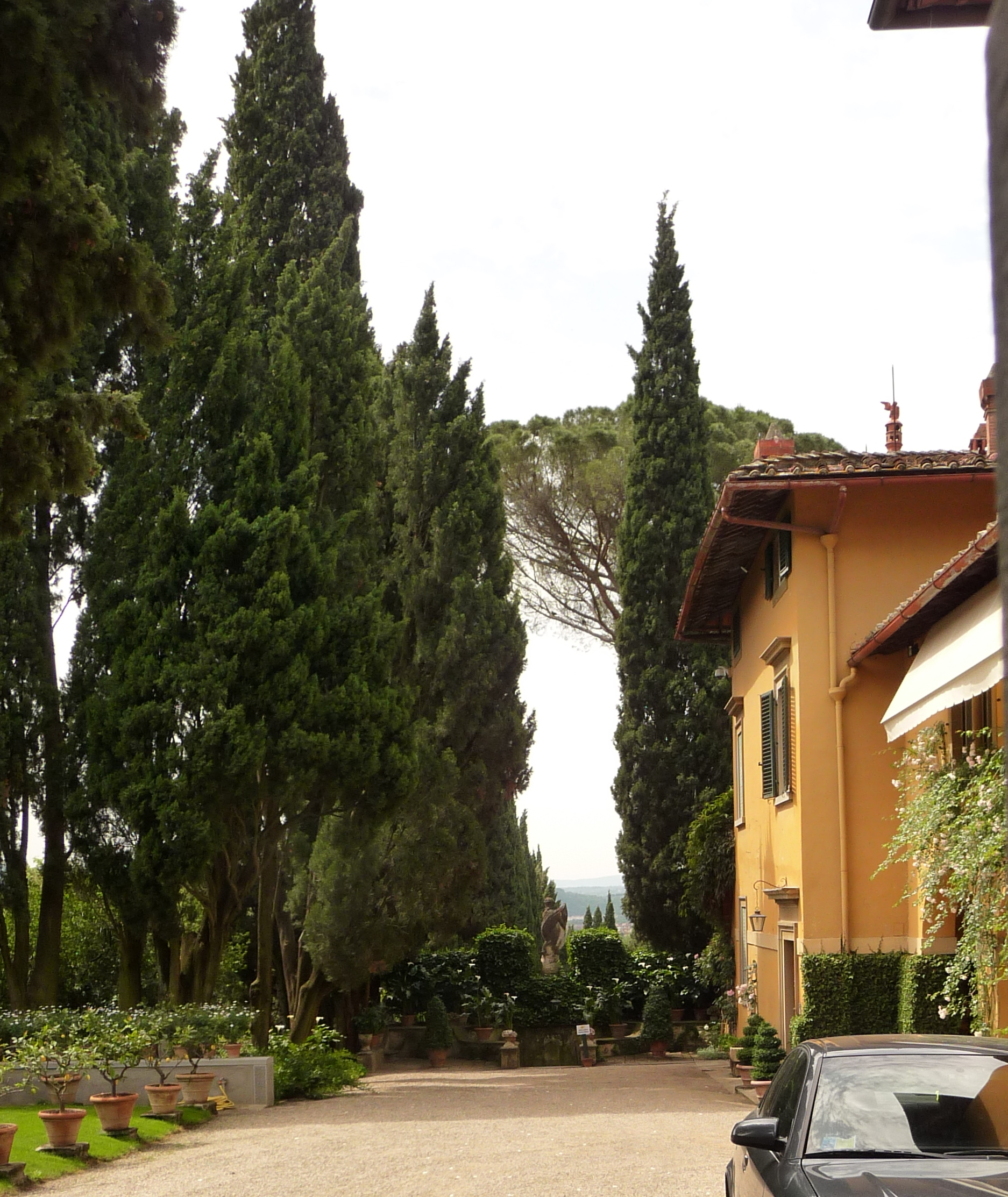
Villa i Tatti in Firenze

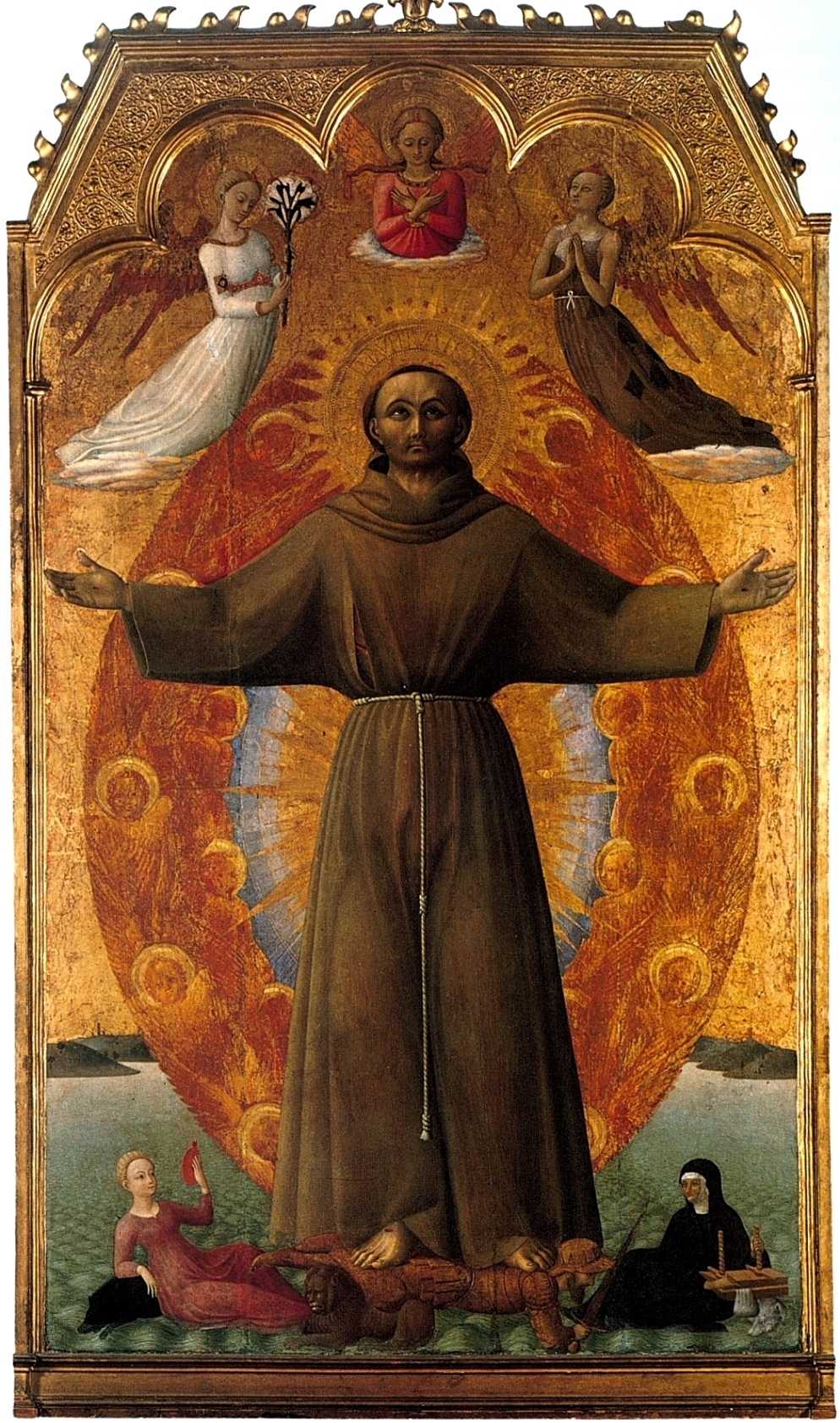
Extase van de H. Franciscus uit de Berensoncollectie

Berensons kunstcollectie staat voor een representatieve weergave van de Italiaanse religieuze kunst van de 12e eeuw tot aan het cinquecento van de Renaissance. Berenson ordende de collectie niet zoals in een museum in thematische of chronologische volgorde . Hij volgde louter de esthetische principes om zo verschillende werken met elkaar in verband te brengen. De verzamelaar verkocht maar zelden iets, waardoor de meeste kunstwerken zich nu nog steeds in uitmuntende staat in de Villa I Tatti in het Italiaanse Firenze bevinden. Als topstuk uit de verzameling gelden drie van de meer dan drie meter hoge panelen van de hand van Sassetta van het Borgo San Sepolcro retabel genoemd Extase van de H. Franciscus, Heilige Ranieri en Sint-Jan de Doper uit het quattrocento. Berenson kon drie panelen verwerven in oktober 1900. De andere 9 panelen van het omvangrijke retabel zijn verspreid over vele grote musea.
In zijn testament liet Berenson zowel de villa als zijn privéverzameling, zijn bibliotheek en zijn omvangrijke fotoverzameling na aan de Harvard-Universiteit, die van de villa I Tatti een studiecentrum moest maken voor jonge onderzoekers genoemd The Harvard Center for Italian Renaissance Studies. Tegenwoordig worden elk jaar 12 tot 15 postdocs in de gelegenheid gesteld om op deze locatie onderzoek te doen.